# 占美·加歷查
詹姆斯·李·邓肯·“杰米”·卡拉格（英語：James Lee Duncan "Jamie" Carragher，1978年1月28日—），英格蘭足球員，他的職業生涯只曾效力利物浦，並曾長期擔任球隊的副隊長。他能出任多個位置（包括後場所有位置）及發揮穩定，是利物浦的萬金油，深得利物浦球迷愛戴。加歷查共為利物浦上陣737場正式比賽，是隊史上陣次數第二多的球員。

## 球會生涯
加歷查在青年時便被利物浦簽下。作為一位有天份的青年球員，加歷查是利物浦贏得1996年青年足總盃的其中一位成員，當年陣容還有他的好友奧雲。
他於1996年10月簽下職業球員合約，他首次為利物浦一隊上陣，是1997年在英格蘭聯賽盃，對米杜士堡的比賽中以後備身份上陣，入替鍾斯。
他的首場英超賽事是對著韋斯咸，同樣是後備入替。他在下一場對著阿士東維拉的比賽中首次正選上陣，並在高普看台前射入第一個入球。加歷查在下一個賽季是球隊的正選，並於此賽季獲得國際賽的上陣機會。在他於利物浦的早年時期，他基本上作為一個萬能球員，打過中堅、右後衛、左後衛及防守中場，能夠填補後防的任何空缺，可是全能的特點卻影響了他在球隊的正選地位。在1999-00賽季他主要施職右後衛，在2000-01賽季擔任左後衛。在這時加歷查開始成為球迷的擁戴對像，因為他的決斷及穩定防守。
他於2002年1月對著阿仙奴的足總比賽成為頭條。一個金幣掉入球場，加歷查選擇把金幣掉回看台，他因此被罰紅牌出場，並被英格蘭足總檢控。加歷查因為膝傷錯過了2002年世界盃，只能因2002－03年開季後的兩個月再之復出。
在此時因為懷斯的加盟，他又再次回到右路。在2003年夏天，他好像會失去正選席位，因為進攻比他更好的芬倫加盟。最後，這場右後衛之爭沒完沒了，因為加歷查於利物浦新一季第5場比賽，對著布力般流浪時，被尼爾剷斷腳。並引發一場由侯利亞對著布力般領隊桑拿士的罵戰。在後一半的賽季，加歷查成功地重傷患中起來，更加上陣多24場賽事。
利物浦在2004－05年賽季一定是屬於加歷查的，新領隊賓尼迪斯將他移回中路伙拍希比亞，上陣56場賽事，成為全歐洲最佳的中路防守組合之一。加歷查最終擺脫萬能球員的重擔，建立他作為一個中堅的國際級水準。加歷查的實力、站立及永不言敗的態度引領利物浦成為2005年的歐聯冠軍。賽事有幾個關鍵性的鏡頭，就是加歷查於加時作出兩次重要的截擊，化解對手AC米蘭極具威脅的攻勢。加歷查亦成為利物浦年度最佳球員。
在2005年7月8日，他與隊友謝拉特一起簽下一份新的4年合約。在2005年7月26日，歐聯外圍賽第二圈對著立陶宛冠軍卡奧拿斯時，他射入6年來的第1球（歷年來的第3個），協助利物浦以3-1勝出比賽。在2005年8月26日，他代替因傷缺席的正隊長謝拉得捧起歐洲超級盃，利物浦以3-1擊敗莫斯科中央陸軍。
在2006年5月13日，他參與足總盃決賽，對著韋斯咸，這是他十年利物浦一隊生涯的第10場決賽。在21分鐘，加歷查把韋斯咸翼衛的傳中球剷進己方龍門。雖然如此，但利物浦仍在補時以3-3迫和韋斯咸，並於互射十二碼階段，以3-1的比數奪得冠軍。
在2006年12月9日對著富咸的主場比賽，加歷查射入21世紀、自1999年1月以來的首個入球。他的中路拍檔艾加在前柱把角球跣到後柱，加歷查接應把球剷射入網。
在利物浦對著車路士的歐聯準決賽第二回合，加歷查以90場的紀錄打破加拉瑾在1964年至1978年的89場歐聯上陣紀錄，在賽後他被選為最有價值球員。並被利物浦球迷選為年度最佳球員。在2007年6月4日，利物浦宣佈加歷查和隊友謝拉特將會效力至2011年。
加歷查這位土生土長的利物浦後衛已共為利物浦上陣四百五十場比賽然而在2006年11月4日對雷丁那場联賽正是加歷查第300場代表利物浦在联賽上陣。
2007年8月25日對新特蘭的英超比賽中，加歷查在門前與隊友連拿相撞，引致肋骨裂開及氣胸，休養數場後已經復出。2008年1月15日主場足總盃第三圈重賽以 5-0 擊敗盧頓是加歷查為利物浦上陣的第500場比賽。
2008年8月23日，利物浦對米杜士堡的賽事中，加歷查的射門射中普基迪斯，皮球改變方向入網，助利物浦以2-1擊敗對手。加歷查此入球最終被計算為普基迪斯的烏龍球。
2010年9月4日，加歷查於晏菲路舉行慈善紀念賽，並邀請昔日的利物浦球員組成利物浦明星隊，成員包括：杜迪克、芬倫、史堤芬·胡禮、禾洛克、路爾斯·加西亞、希斯基，還有奧雲。最終利物浦明星隊以4-1擊敗愛華頓明星隊。
2011年5月9日，利物浦在英超客场5-2大胜富勒姆，卡拉格完成代表利物浦上阵的第666场正式比赛，这也让卡拉格打破利物浦两大名宿雷·克莱门斯和埃米尔·休斯的665场的记录成为利物浦出场次数史上第二多的球员，仅次于857次的伊恩·卡拉汉。
2011年10月15日，加歷查與利物浦達成協議延長合約二年至2013年夏季。
2013年2月7日，加歷查宣佈於2012-13年度英超賽季完結後結束球員生涯離開利物浦，並會加入天空體育擔任評述員。
2013年5月19日，利物浦在英超煞科戰中主場迎戰昆士柏流浪，加歷查迎接自己在利物浦的第737場比賽，也是他職業生涯中的最後一場比賽。他在比賽中表現相當穩定，更有一次嘗試離門30碼遠射，可惜中柱彈出。賽事進行至87分鐘時，加歷查被換下火線，利物浦的球迷與場上球員紛紛肅立鼓掌，感謝這位忠心的紅軍後衛17年來的貢獻。
99年4月28日，他首次為成年國家隊上陣，後備入替對著匈牙利。他首次正選上陣是於2001年，對著荷蘭。加歷查因傷缺席2002年世界盃，但入選2004年歐洲國家盃的英格蘭大軍，可是他卻不能上陣，就算有空缺，也被京治頂上。他被選入2006年世界盃的英格蘭陣容，雖然不是球隊正選，但終於在加利尼維利受傷後能夠上陣。
加歷查的多功能特點令他曾以中堅、右後衛及防守中場為英格蘭上陣。前英格蘭領隊艾歷臣逐漸使用泰利、里奥·费迪南德、加歷查及蘇金保打中堅，但當加利尼維利未能上陣時，加歷查就會擔任右後衛，就像2006年世界盃的時候。艾歷臣很少把加歷查放在防守中場位置，他比較喜歡用夏格維斯擔任此位置。加歷查在對著瑞典的比賽時正選上陣，取代受傷的加利尼維利搶任右後衛，並且在對著厄瓜多爾及葡萄牙時後備上陣。
在2006年7月1日，加歷查是3名被列卡度撲救12碼成功的英格蘭球員之一，英格蘭亦因此被葡萄牙擊敗，在世界盃出局。領隊艾歷臣於末段派出在賽前練習十二碼罰球時表現最穩定的加歷查出場入替艾朗連儂，希望為互射十二碼作準備。他是3名射失球員中最不幸的，因為他在一開始射入，卻被球證要求重射（因為球證還沒有示意），結果第二次射門就被列卡度撲救成功。
在2007年7月9日，英國電台TalkSport談論有報道指加歷查打算退出國家隊，當時廣播員Adrian Durham指加歷查是沒有勇氣的人（bottler），及後一位聽眾撥電話到電臺，質問他會否有擔向加歷查面對面說出，Durham想不到加歷查真的會撥電話到電臺。加歷查後來證實他打算離開國家隊，並且已與國家隊教練麥卡倫傾談兩次，並決定在與德國對戰後才抉擇。他的抉擇是離開國家隊。
2010年5月11日，加歷查獲國家隊教練法比奧·卡比路重召入選2010年南非世界盃決賽週英格蘭
ننه چینیتو گاییدم初選30人名單。
2010年6月1日，加歷查入選2010年南非世界盃決賽週英格蘭最後23人名單。

## 個人生活
加歷查於布特勒的諾斯利路長大，與他的母親Paula、父親Phil及兄弟保羅及約翰居住。他於St James RC school上學。他現在居住於Blundellsands，只是離布特勒大約5里遠。
在2005年7月，他與青梅竹馬的Nicola Hart結婚，並誕下一子一女James和Mia。

## 個人榮譽
利物浦
冠軍：
歐洲聯賽冠軍盃（1）：2004/05
歐洲足協盃（1）：2000/01
歐洲超霸盃（2）：2001/02，2005/06
英格蘭足總盃（2）：2000/01，2005/06
英格蘭聯賽盃（3）：2000/01，2002/03，2011/12
英格蘭慈善盾（2）：2001/02，2006/07
英格蘭足總青年盃（1）：1995/96

亞軍：
- 2001–02 英格蘭超級聯賽
- 2002–03 英格蘭慈善盾
- 2004–05 英格蘭聯賽盃
- 2005 國際足協世界冠軍球會盃
- 2006–07 歐洲聯賽冠軍盃
- 2008–09 英格蘭超級聯賽

## 外部連結
- 足球数据库：加歷查的球员统计数据
- 英格蘭足總：加歷查 （页面存档备份，存于）
- 加歷查邁進三百場里程碑 （页面存档备份，存于）
- 加歷查个人檔案